# Эмират Бурайда
Эмират Бурайда (араб.إمارة بريدة) — арабское государство, располагавшееся в центральной Аравии, существовавшее с 1768 по 1908 года.

## Политическая структура
Политическая структура Эмирата Бурайда основывалась на традиционной для Аравии системе. Власть принадлежала эмиру, который осуществлял политическое и военное руководство. Местные племена сохраняли автономию, а их вожди служили советниками эмира. Управление опиралось на исламские законы и племенные соглашения. Политические альянсы и договорённости между династиями играли ключевую роль в поддержании стабильности.

## История
Эмират был основан в 1768 году как небольшое независимое государство. Расположенный в центре Аравийского полуострова, эмират Бурайда был значимым торговым и политическим узлом на территории оазиса в регионе эль-Касим.
С 1776 по 1818 годы эмират находился под контролем Дирийского эмирата. Дирия расширила своё влияние на многие части центральной Аравии, включая Бурайду, подчинив её своему правлению.
В 1819—1822/23 годах территория Бурайды была оккупирована египетскими войсками во время похода египетского паши Ибрагима в рамках его кампании по подавлению Ваххабитского движения, поддержанного Дири. Этот период оккупации был кратковременным, однако оказал значительное влияние на политику региона.
С 1863 года Бурайда находилась под сюзеренитетом Неджда — территории, контролируемой династией Саудитов. Несмотря на автономию, эмират сохранял важные экономические и политические связи с центральной властью.
В период с 1891 по 1904 годы Бурайда была аннексирована и вошла в состав Джебель Шаммара — могущественного эмирата, который контролировал северные и центральные регионы Аравии. Этот период был ознаменован экономическими и политическими изменениями, связанными с расширением влияния династии Аль-Рашид.
После ряда конфликтов между Саудитами и Рашидами, Бурайда в 1908 году была окончательно включена в состав Неджда, что ознаменовало завершение её независимости. Впоследствии Неджд, под предводительством Абдул-Азиза ибн Сауда, стал основой для создания современного Саудовского Королевства.

## Правители
Эмиры
1768–1769 гг. Рашид ад-Дурайби
1769–1770 гг. аль-Алайян
1770–1775 гг. Рашид ад-Дурайби
1775–1776 гг. Абдаллах ибн Хасан аль-Алайян
Генерал-губернатор
1776–1819 гг. Худжайлан ибн Хамад аль-Алайян
Губернаторы
1819 г. Исмаил-паша
1819–1823 гг. Халид-паша
Эмиры
1823–1828 гг. Мухаммад аль-` Али аш-Шайр
1828–1850 Абд аль-Азиз аль-Мухаммад ибн Хасан
1850–1851 Абд аль-Мухсин аль-Мухаммад ибн Турки
1851–1859 Абд аль- Азиз аль-Мухаммад ибн Хасан
1859 г. Абдаллах ибн Абд аль-Азиз ибн
1859 г. Мухаммад ибн Ганим
1859–1861 гг. Абд аль-Азиз аль-Мухаммад ибн Хасан
1861–1863 гг. Абд ар-Рахман ибн Ибрагим Манфуха
1863 г. Мухаммад ибн Ахмад ас-Судайри
1863 г. Сулейман ар-Рашид аль-Улайян
1867–1891 гг. Замиль ас-Сулайм

## Месторасположение
Эмират Бурайда располагался в центральной части Аравийского полуострова, в оазисе региона Эль-Касим, на территории современного Саудовского Королевства.